# Джикия, Валериан Николаевич
Валериан Николаевич Джикия (1920 год, село Саберио, Сухумский округ, Грузинская демократическая республика — неизвестно, Абхазская АССР, Грузинская ССР) — грузинский партийный деятель, первый секретарь Гульрипшского, первый секретарь Гальского райкомов ВКП(б), Абхазская АССР, Грузинская ССР. Герой Социалистического Труда (1951). Депутат Верховного Совета Грузинской ССР 3-го созыва.

## Биография
Родился в 1920 году в крестьянской семье в селе Саберио Сухумского округа. С раннего возраста трудился в сельском хозяйстве. После окончания педагогических курсов с 1938 года преподавал в начальной школе в родном селе. С 1940 года возглавлял комсомольскую организацию Гальского района. С 1941 года — член ВКП(б), с 1944 года — второй секретарь, первый секретарь Гульрипшского райкома партии. За участие в оборонительных мероприятиях во время Великой Отечественной войны награждён боевой медалью «За оборону Кавказа».
В послевоенные годы занимался восстановлением сельского хозяйства в Гульрипшском районе. Благодаря его деятельности сельскохозяйственные предприятия района за короткое время достигли довоенного уровня производства. В 1949 году обеспечил перевыполнение в целом по району плана сбора цитрусовых плодов на 22,5 %. Указом Президиума Верховного Совета СССР от 19 апреля 1951 удостоен звания Героя Социалистического Труда за «перевыполнение плана сбора урожая цитрусовых плодов в 1950 году» с вручением ордена Ленина и золотой медали «Серп и Молот» (№ 5841).
Этим же указом званием Героя Социалистического Труда были награждены председатель Гульрипшского райисполкома Владимир Константинович Бечвая, заведующий отделом сельского хозяйства Николай Соломонович Качарава и главный районный агроном Леван Васильевич Коркия.
С декабря 1950 года — первый секретарь Гальского райкома партии. Избирался депутатом Верховного Совета Грузинской ССР (1951—1954). В последующем работал в области высшего и среднего специального образования.
После выхода на пенсию проживал в Абхазской АССР. Дата смерти не установлена.
Награды
- Герой Социалистического Труда
- Орден Ленина
- Медаль «За оборону Кавказа» (01.05.1944)